# دان ديمبسي
دان ديمبسي (بالإنجليزية: Dan Dempsey)‏ هو لاعب دوري الرغبي أسترالي، ولد في 15 ديسمبر 1902، وتوفي في 9 ديسمبر 1960.